# Wyvern (группа, Турция)
Wyvern — турецкая пауэр-метал-группа. За время своего существования группа (официально о своём распаде не заявляла) выпустила одну одноимённую демозапись и один полноформатный альбом. Название команды позаимствовано из наименования мифического зверя Виверна.

## История
Музыкальный коллектив Wyvern был сформирован в ноябре 1988 года в следующем составе: Берке Т. Озсой — гитара, Оркун Арийорук — ударные, Айкут Оз — бас и Кенан Акчора — вокал. Осенью 1991 года группа выпустила дебютный музыкальный материал, которым явилась одноимённая демозапись. После данного события в составе команды произошли некоторые изменения: в сентябре 1992 года состав пополняется вторым гитаристом Гокханом Сезером, в июне 1993 года группу покидают Айкут Оз и Кенан Акчора, а место последних двух через два месяца занимают Окан Сезер и Тимур Кайя соответственно. Весной 1993 года в обновлённом составе Wyvern начинают работу над полноформатным альбомом Firing First, который через год выходит на лейбле Raks Music. Коллектив даёт несколько успешных концертов и выступает на ряде фестивалей, но в 1995 году деятельность группы временно прекращается в связи с уходом её участников в армию. Вернувшись из армии в 1996 году, участники пытаются воскресить Wyvern, однако из-за некоторых проблем от воссоединения отказываются Окхан и Гокхан. Для исполнения партий бас-гитары приглашается ранее игравший в Mind Vortex Эте, но дальше единственного концерта на вечеринке, посвящённой свадьбе Оркуна дело не пошло. Наконец в конце 1996 года состав покидают Эте и Тимур. С этого времени группа занимается поисками басиста, которого вскоре и находит, но последний из-за отсутствия вокалиста покидает коллектив. Wyvern принимает формат трио, где Барке играет на гитаре и поёт, Оркун играет на ударных, а партии второго гитариста исполняет Сердар Гуркан. С этого момента более никакой информации в отношении музыкальной деятельности коллектива не поступало.

## Состав

### Последний известный состав
- Тимур Кайя (Timur Kaya) — вокал
- Берке Т. Озсой (Berke T. Özsoy) — гитара, бэк-вокал
- Гокхан Сезер (Gökhan Sezer) — гитара
- Окан Сезер (Okan Sezer) — бас
- Оркун Арийорук (Orkun Ariyöruk) — ударные

### Бывшие участники
- Айкут Оз — бас (ноябрь 1988-июнь 1993)
- Кенан Акчора — вокал (ноябрь 1988-июнь 1993)

## Дискография
- 1991 — Wyvern (демо)
- 1994 — Firing First